# وقود متجدد

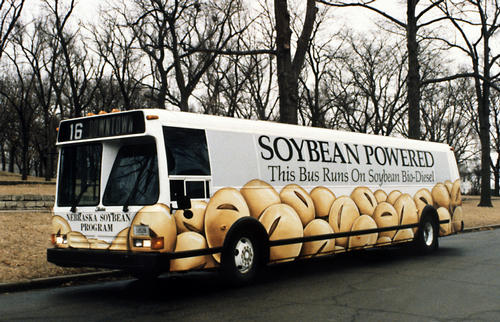
حافلة تعمل بوقود فول الصويا الحيوي

الوقود المتجدد هو الوقود الذي يُنتج من موارد متجددة، ومن أمثلته: الوقود الحيوي (كالزيوت النباتية المستخدمة كوقود والإيثانول والميثانول من الطاقة النظيفة وثاني أكسيد الكربون ووقود الكتلة الحيوية ووقود الديزل الحيوي) بالإضافة إلى وقود الهيدروجين (عند إنتاجه بعمليات متجددة)، ويمكن أن تشتمل أنواع الوقود المتجدد أيضًا على الأنواع التي تُصنَّع من مصادر الطاقة المتجددة كالرياح والطاقة الشمسية، هذا على خلاف أنواع الوقود غير المتجدد كالنفط والغاز الطبيعي وغاز البترول المُسال (البروبان) والطاقة النووية، بالإضافة إلى أنواع الوقود الأحفوري الأخرى. تميزت أنواع الوقود المتجدد بعدة خصائص ساهمت أيضًا في زيادة شعبيتها، تتضمن هذه الخصائص الاستدامة وقلة المساهمة في دورة الكربون وأيضًا العمل على تناقص كميات الغازات الدفيئة في بعض الحالات. تُعد التداعيات الجيوسياسية لأنواع الوقود هذه مهمة كذلك، لا سيما للاقتصادات الصناعية الراغبة في الاستغناء عن نفط الشرق الأوسط.

## الأساس المنطقي للوقود المتجدد
تستنتج «التوقعات العالمية للطاقة لعام 2006» الصادرة عن الوكالة الدولية للطاقة أنه في حال ترك الطلب المتزايد على النفط بدون أن يتم تداركه؛ ستزداد قابلية تعرض الدول المستهلكة لاختلال حاد في الموارد وبالتالي الأسعار. يمثل الوقود الحيوي المتجدد للنقل مصدرًا رئيسيًا يساعد في الاختلاف عن المنتجات البترولية، ويلعب الوقود الحيوي المصنع من الحبوب والبنجر في المناطق المعتدلة دورًا مهمًا، لكن الاختلاف يكمن في أن كفاءته في استخدام الطاقة والحد من انبعاثات ثاني أكسيد الكربون متغيرة بالإضافة إلى كون هذا النوع من الوقود الحيوي غالي الثمن نسبيًا. الوقود الحيوي المنتج من قصب السكر وغيره من المحاصيل المدارية عالية الإنتاجية أكثر قدرة على المنافسة وأكثر إفادة، لكن جميع أنواع الجيل الأول من الوقود الحيوي تتنافس مع إنتاج الغذاء بسبب استخدام الأراضي والمياه والموارد الأخرى. هناك حاجة شديدة لبذل جهود أكبر لتطوير واستغلال تقنيات الوقود الحيوي من الجيل الثاني مثل معامل التكرير الحيوية وصناعات سليولوزات الخشب، هذا سيتيح لنا إنتاجًا مرنًا للوقود الحيوي وأيضًا لمنتجات أخرى مصنعة من المواد النباتية غير الصالحة للأكل.
تشير نظرية قمة هوبرت في النفط إلى أن البترول هو مورد محدود سوف ينضب سريعًا. يُقدّر المتبقي من إجمالي الاحتياطيات النفطية في جميع أنحاء العالم بنحو 1.277.702.000.000 برميل (203.1384 كم3) وهذا يعادل نصف ما كان موجودًا في الأصل من الاحتياطات. هذا علاوة على أن معدل الاستخدام العالمي للنفط يبلغ 25.000.000.000 برميل (4 كم3) سنويًا، وبالتالي إن استمر معدل النضوب على حاله فالمتوقع أن المتبقي من النفط كافٍ للأعوام الخمسين القادمة فقط.
يُعد البترول أساسيًا بالنسبة للصناعات التالية: الوقود (التدفئة المنزلية ووقود الطائرات والبنزين والديزل، إلخ.) والنقل والزراعة والأدوية والصناعات البلاستيكية/الراتينجات والألياف الصناعية والمطاط الصناعي والمتفجرات. إذا استمر العالم الحديث في الاعتماد على البترول كمصدر للطاقة قد يؤدي هذا لارتفاع سعر النفط الخام بشكل هائل متسببًا في زعزعة استقرار الاقتصادات في جميع أنحاء العالم. وبناءً على ذلك، تشمل محركات الوقود المتجدد: ارتفاع أسعار النفط، وغياب التوازن التجاري، وعدم وجود استقرار في المناطق المصدرة للنفط في العالم، وقانون سياسة الطاقة لعام 2005، وإمكانية تحقيق أرباح غير متوقعة للمزارعين والصناعات الأمريكية، وتجنب الكساد الاقتصادي، وتجنب ندرة المنتجات المترتبة على سيناريو «قمة النفط» المتوقع أن يبدأ في عام 2021 على الرغم من أن قمة النفط ليست فكرةً جديدة، وأخيرًا، تباطؤ ظاهرة الاحتباس الحراري التي قد تؤدي إلى تغير مناخي لم يسبق له مثيل.
علاوة على ذلك، عمل النقاش العالمي حول تغير المناخ، بالإضافة إلى عدم الاستقرار الجيوسياسي الإقليمي، كمحفز للدول حتى تعمل على تطوير مصادر طاقة بديلة وعديمة الانبعاثات الكربونية. لهذا السبب، أصبح الوقود المتجدد جذابًا للعديد من الحكومات التي بدأت ترى مدى أهمية الحصول على استقلال الطاقة المستدامة.
في 19 ديسمبر 2007، وقع الرئيس بوش قانون استقلال وأمن الطاقة واضعًا شرطًا نص على وجوب استخدام ما لا يقل عن 36 مليار غالون أمريكي (140.000.000 م3) من الوقود المتجدد بالسوق بحلول عام 2022.
وفقًا لوكالة الطاقة الدولية، سيسمح تسويق الإيثانول السليولوزي لوقود الإيثانول بلعب دور أكبر بكثير في المستقبل مما كان يُعتقد في السابق. من الممكن تصنيع الإيثانول السليولوزي من مادة نباتية تتكون بشكل أساسي من ألياف السليولوز غير الصالحة للأكل والتي تشكل السيقان والفروع لأغلب النباتات. تُعد محاصيل الطاقة المخصصة كالثمام العصوي (المعروف أيضًا بالدخن العصوي) من أهم مصادر السليولوز الواعدة التي يمكن إنتاجها في العديد من مناطق الولايات المتحدة.

## الوقود الحيوي

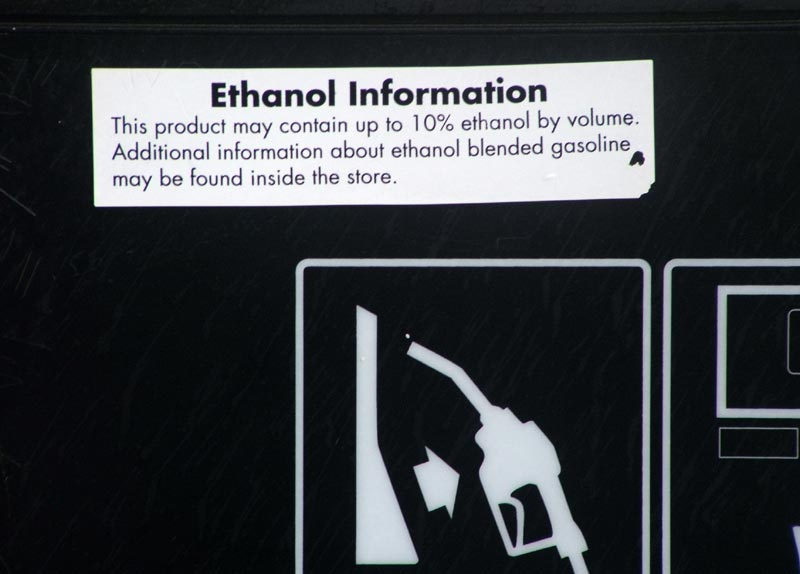
بنزين الإيثانول

الوقود الحيوي هو نوع من الوقود يستمد طاقته من عملية تثبيت الكربون الحيوية. تشمل أنواع الوقود الحيوي الوقود المستمد من تحويل الكتلة الحيوية، بالإضافة إلى الكتلة الحيوية الصلبة والوقود السائل ومختلف أنواع الغاز الحيوي. على الرغم من كون الوقود الأحفوري له أصله القديم المتعلق بعمليات تثبيت الكربون، فلا يُعتبر وقودًا حيويًا بموجب التعريف المقبول نظرًا لاحتوائه على كربون «خارج» من دورة الكربون منذ فترة طويلة جدًا. يكتسب الوقود الحيوي المزيد من الاهتمام العلمي والعام أيضًا نتيجة عدة عوامل، كالارتفاع الحاد في أسعار النفط، والحاجة إلى زيادة أمان الطاقة، والقلق بشأن انبعاثات الغازات الدفيئة التي تتزايد نتيجة استخدام الوقود الأحفوري، بالإضافة إلى لدعم من الأفرع الحكومية.
الإيثانول الحيوي عبارة عن كحول يُصنّع بواسطة عملية التخمير، ويتكون معظمه من الكربوهيدرات المنتجة من محاصيل السكر أو النشاء كقصب السكر أو الذرة إلى جانب إمكانية استخدام الكتلة الحيوية السليولوزية المستمدة من مصادر غير غذائية كالأشجار والأعشاب كمادة خام لإنتاج الإيثانول.
يمكن استخدام الإيثانول كوقود للمركبات في شكله النقي، ولكنه يُستخدم عادةً كمضاف للبنزين لزيادة الأوكتان وتحسين الانبعاثات الصادرة من المركبات الأخرى. يستخدم الإيثانول على نطاق واسع في الولايات المتحدة الأمريكية والبرازيل. لا يمكّننا تصميم النبات الحالي من تحويل جزء الليغنين من المواد الخام النباتية إلى وقود عن طريق عملية التخمير.
يُصنع وقود الديزل الحيوي من الزيوت النباتية والدهون الحيوانية ويمكن استخدامه كوقود للمركبات في شكله النقي تمامًا كالإيثانول الحيوي، ولكنه عادةً ما يُستخدم كإضافة للديزل لتقليل مستويات الجزيئات وأول أكسيد الكربون والهيدروكربونات المنبعثة من المركبات التي تعمل بالديزل. يقوم إنتاج وقود الديزل الحيوي من الزيوت أو الدهون على عملية الأسترة الانتقالية، ويعتبر الديزل الحيوي الوقود الحيوي الأكثر شيوعًا في أوروبا.
عام 2010، بلغ إنتاج الوقود الحيوي في جميع أنحاء العالم 105 مليارات لتر (ما يعادل 28 مليار غالون أمريكي) بزيادة 17% عن عام 2009. وفّر الوقود الحيوي أيضًا 2.7% من الوقود العالمي المستخدم في النقل البري، ويرجع معظم الفضل في الوصول لهذه النسبة إلى الإيثانول والديزل الحيوي.
في نفس العام، بلغ الإنتاج العالمي من وقود الإيثانول 86 مليار لتر (ما يعادل 23 مليار غالون أمريكي) في حين أن الولايات المتحدة والبرازيل أصبحا أكبر منتجين للإيثانول في العالم ليمثلّا معًا 90% من الإنتاج العالمي. أما بالنسبة للديزل الحيوي، فقد تمكن الاتحاد الأوروبي من أن يصبح أكبر منتج له في العالم ليمثل وحده 53% من إجمالي إنتاج الديزل الحيوي في عام 2010. أصبحت هناك صلاحيات لمزج الوقود الحيوي في 31 دولة على المستوى الوطني وفي 29 ولاية/مقاطعة اعتبارًا من عام 2011. وفقًا لوكالة الطاقة الدولية، فإن الوقود الحيوي لديه القدرة على تلبية أكثر من ربع الطلب العالمي على الوقود الخاص بالنقل بحلول عام 2050.